# Lada Kalina
A Lada Kalina (oroszul: Ла́да Кали́на) egy alsó-középkategóriás autó, amelyet az orosz AvtoVAZ gyárt Lada márkanév alatt, 2004. november 18. óta. A Kalina modellnév a kányabangita orosz nevéből ered. Az autót egyéb modellneveken is ismerik, Finnországban például Lada 117 és Lada 119 néven árulják. 2015 óta a Kalina Magyarországon is kapható.
Az AvtoVAZ már 1993-ban megkezdte a Kalina kifejlesztését, a projekt neve 1998-ban lett hivatalosan is "Lada-Kalina". 1999-ben megjelent az első prototípus, ferde hátú karosszériával, majd ezt követte 2000-ben egy szedán, 2001-ben pedig egy kombi.

## Az első generáció (2004 – 2013)
A gyártás 2004-ben (2005-ös modellév) kezdődött meg, a négyajtós szedán karosszériával, ezt követte a következő évben az ötajtós ferde hátú, majd még egy évre rá a szintén ötajtós kombi. A gyártás során tűzihorganyzott acéllemezeket használtak, ami a korrózióvédelem szempontjából volt kifejezetten fontos. A végleges technológiát több orosz acélgyár dolgozta ki együttes munkával.
A nyugat-európai piacokra exportált első generációs Kalinák vételára 7 és 8 ezer euró között mozgott. Az autóhoz vezető- és utasoldali légzsák, ABS, elektromos szervokormány, klímaberendezés és síkba dönthető hátsó üléssor járt.
A vásárlók három soros négyhengeres benzinmotor közül választhattak, melyek közül a leggyengébb 81, a legerősebb pedig 98 lóerős teljesítmény (60, illetve 72 kW) leadására volt képes. A legkisebb hengerűrtartalmú erőforrás 1,4 literes és 16 szelepes volt, 91 lóerővel (67 kW), ezt követte egy 1,6 literes, 8 szelepes, 81 lóerős, valamint egy szintén 1,6 literes, 16 szelepes, 98 lóerős (72 kW).
A legtöbb országban Kalina modellnév alatt volt ismert a modell, finnül azonban a "kalina" szó csörgést vagy zörgést jelent, ezért ott Lada 119 néven árulták. Fő vetélytársai a Dacia Logan és a Hyundai Accent voltak.
Készült belőle sportos változat is, Kalina GS Sport néven, valamint egy Super 1600-as prototípus is, melybe az 1,6 literes, 16 szelepes motor turbófeltöltős változata került.
A Kalina első generációja 2009-ben a negyedik legnépszerűbb volt Oroszországban az éves új autó eladásokat figyelembe véve, 2012-ben pedig a lista élére került.

### Képgaléria

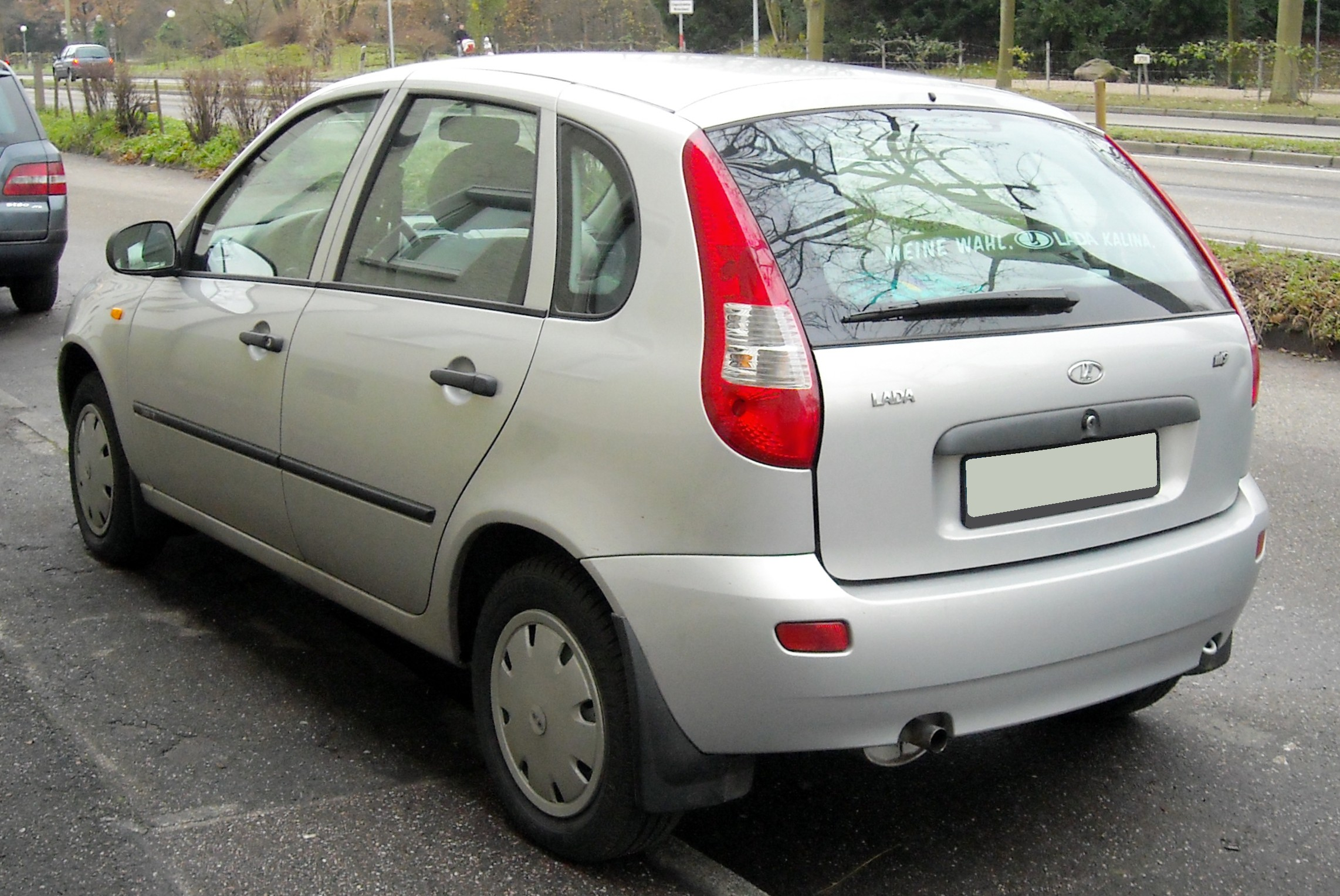
Ferde hátú Kalina hátulról
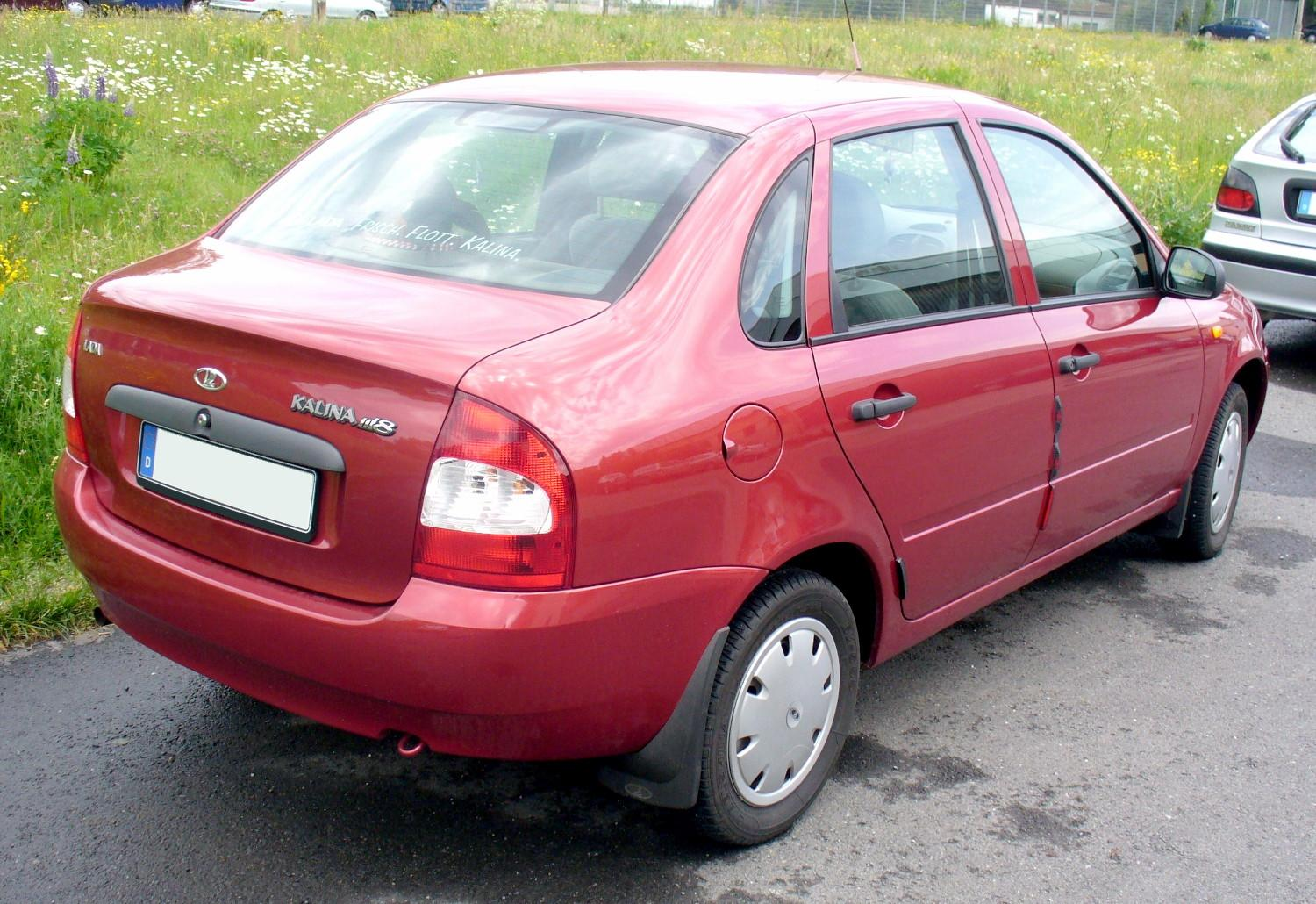
Kalina szedán hátulról
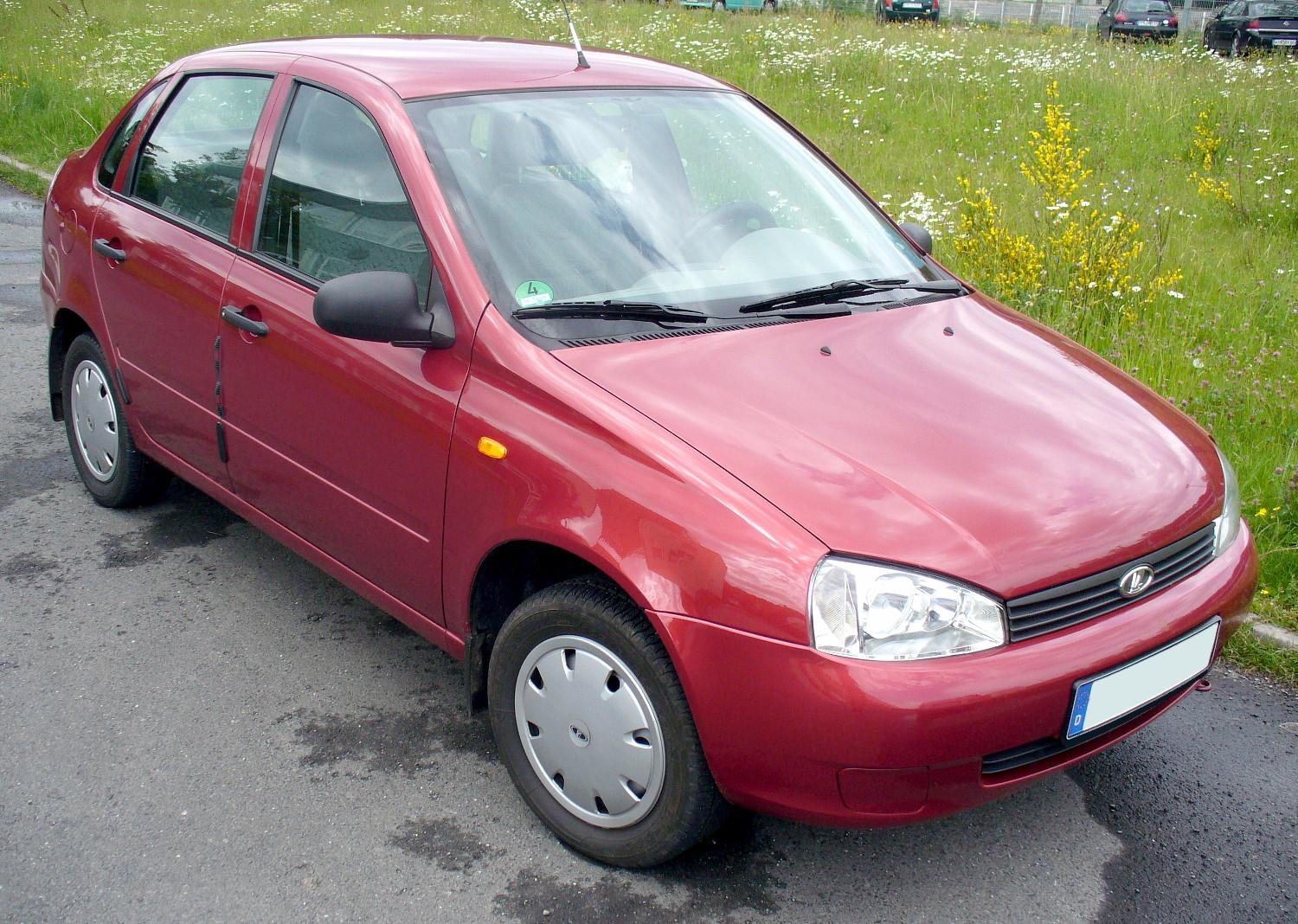
Kalina szedán elölről
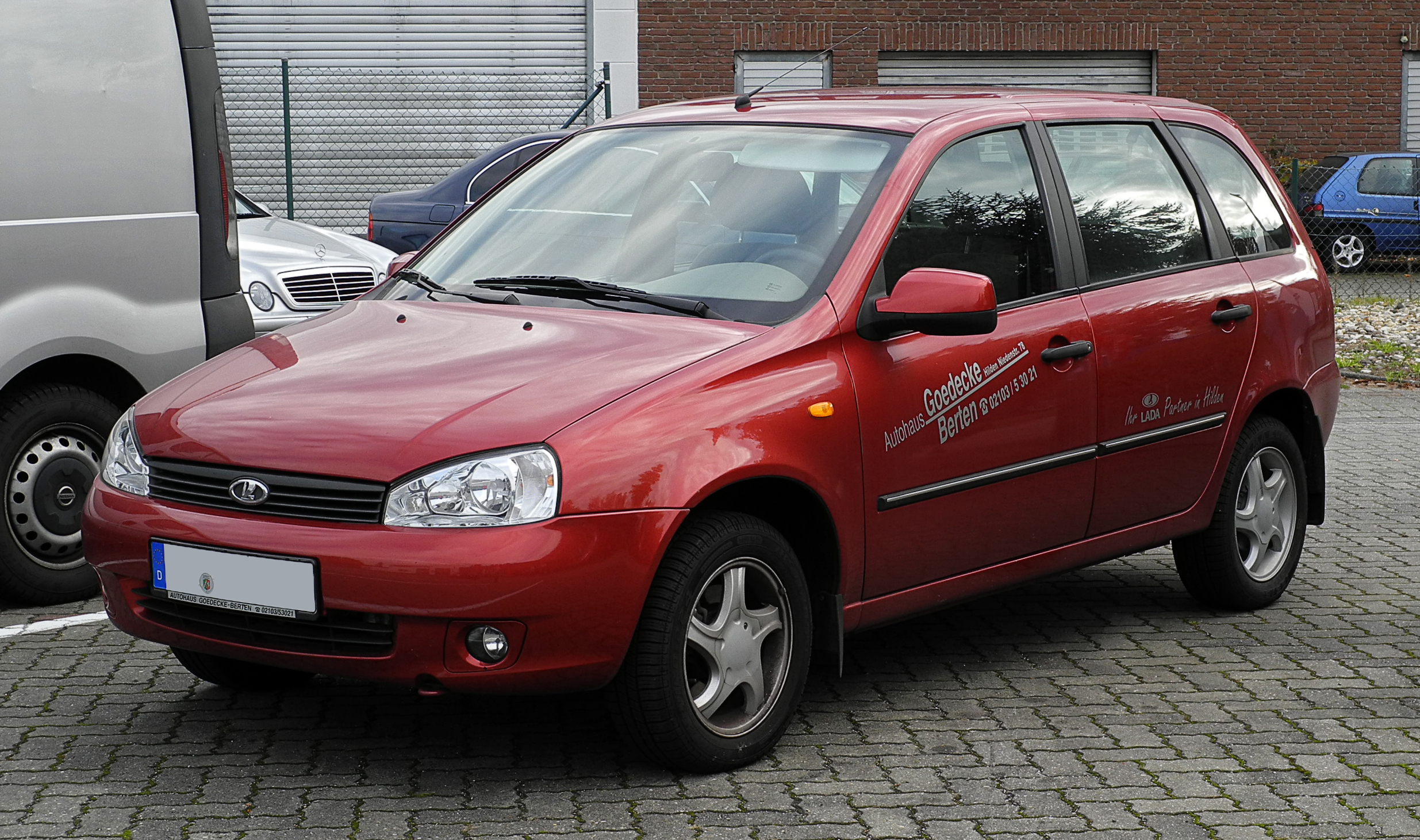
Kalina kombi
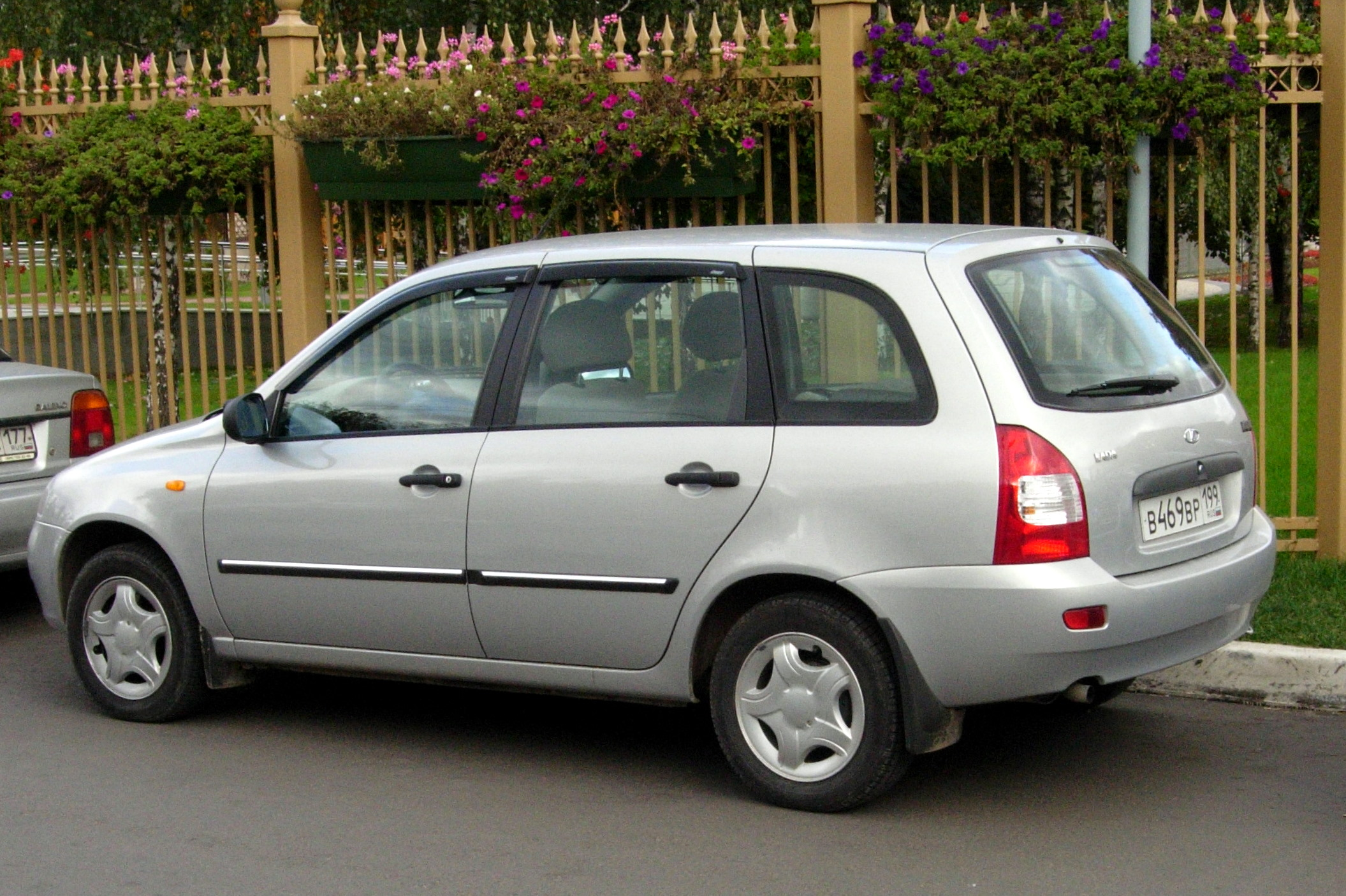
Kalina kombi oldalról
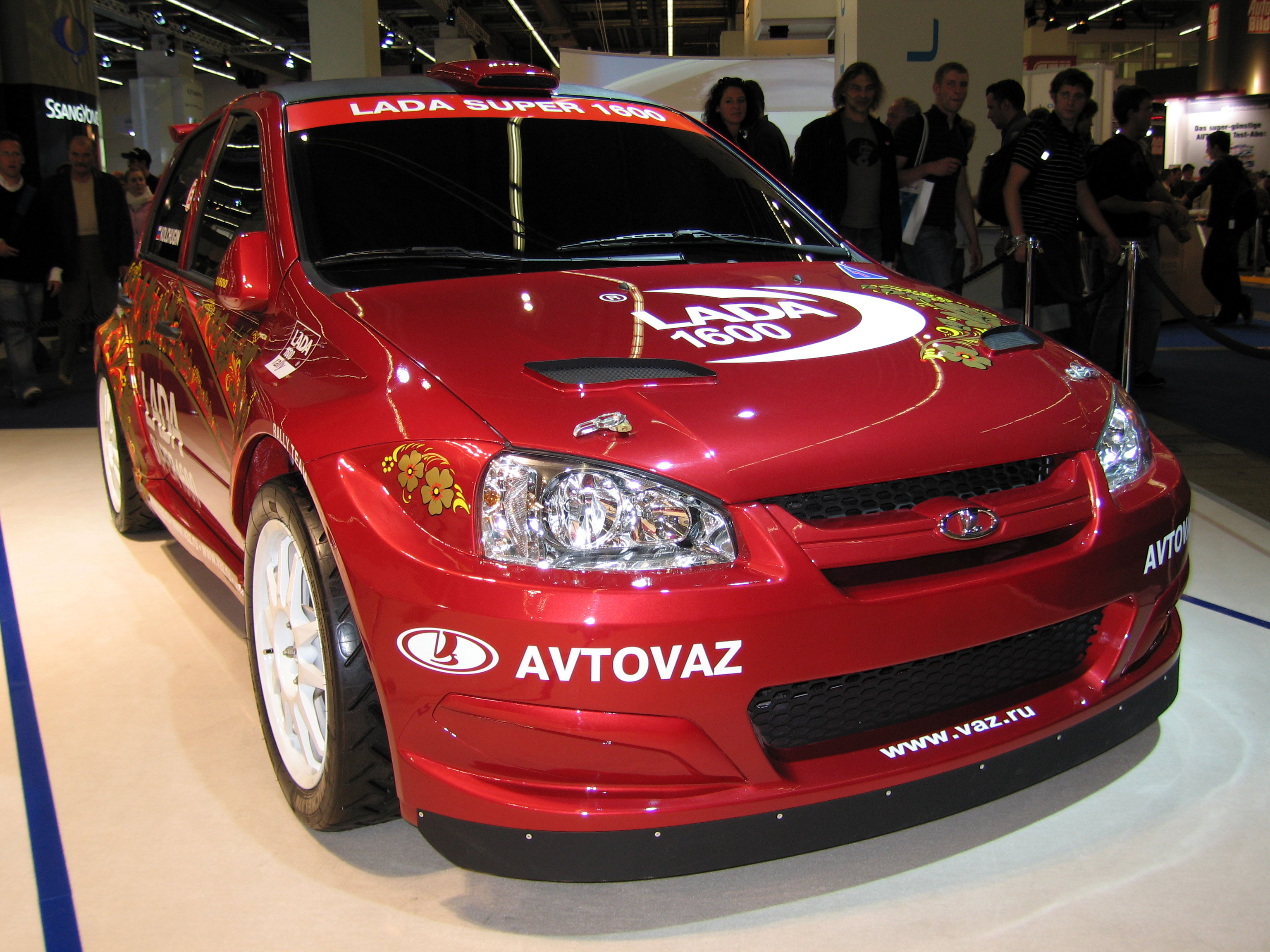
Lada Kalina Super 1600
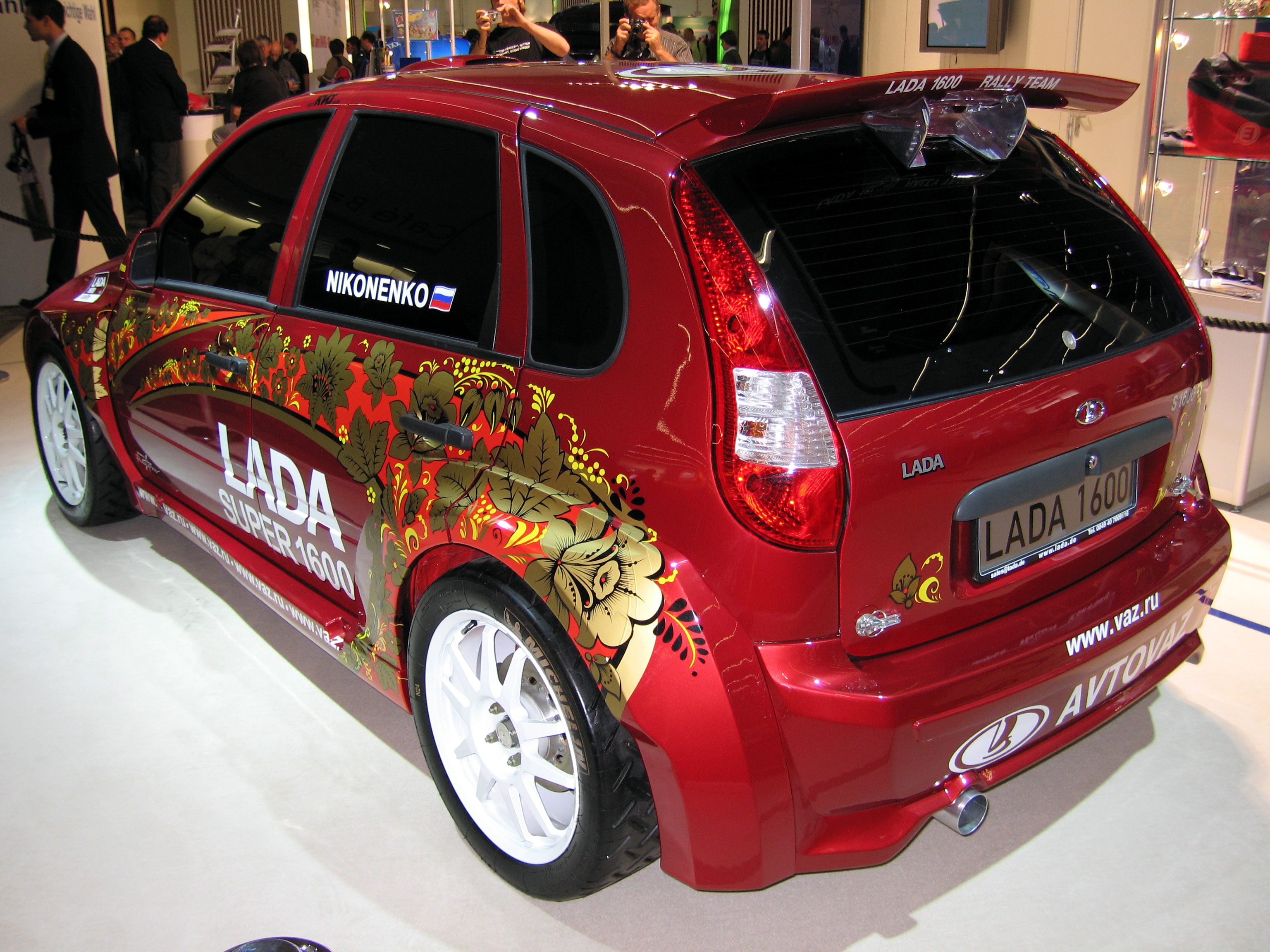
Lada Kalina Super 1600
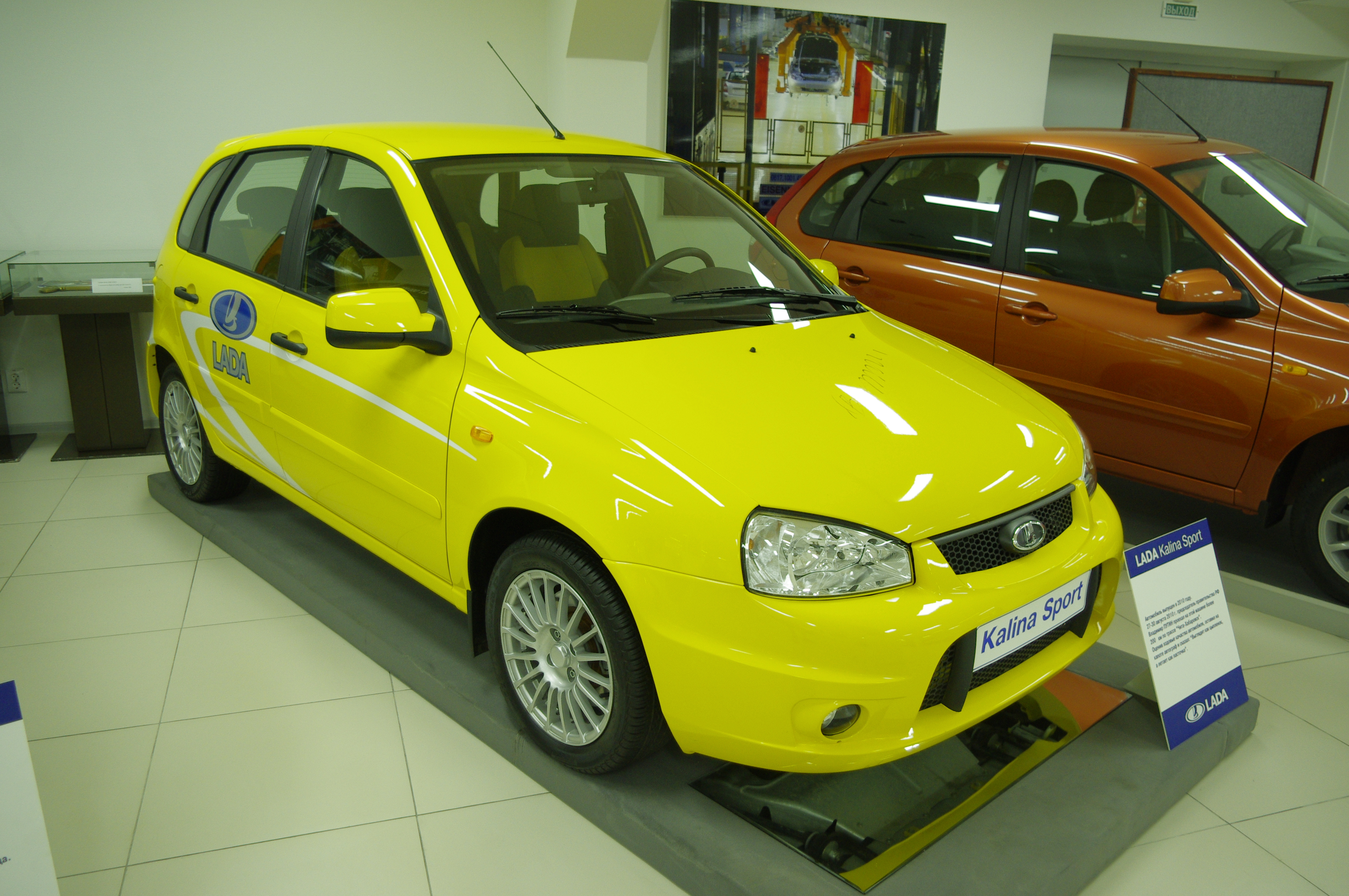
Lada Kalina Sport

## A második generáció (2013 – 2018)
A Kalina második generációját a 2012-es Moszkvai Autószalonon mutatták be. Továbbra is nagymértékben az első generáció alapjaira épül, de némileg megnőtt a tengelytávja és hosszabb lett, 13, illetve 14 colos tárcsafékekkel és elektronikus fojtószelep-szabályzóval szerelik, valamint nem készül belőle szedán változat. A belső kezelőszerveken található feliratok már csak angolul jelennek meg, csakúgy, mint a Granta Luxban. A második generációs Kalina egyúttal a Datsun mi-Do alapjául is szolgál, melyet kimondottan az orosz piacra gyártanak.
A kocsihoz 1,6 literes motorok rendelhetők, 8, illetve 16 szelepes változatban, melyek 86 és 105 lóerős (64 és 78 kW) teljesítményre képesek.
A ferde hátú változat gyártása 2013 májusában kezdődött meg, míg a kombié szeptemberben. 2014-ben bemutattak egy Kalina Cross nevű változatot is, mely a kombi 20 mm-rel megnövelt hasmagasságú változata, némileg módosított sebességváltó-áttételekkel és külső műanyag kiegészítőkkel. A nyugat-európai piacok mellett az AvtoVAZ tervezi az észak-amerikai piacokra való visszatérést is, ahol utoljára 1991-ben adtak el autót. Ez mindeddig nem valósult meg.

### Képgaléria

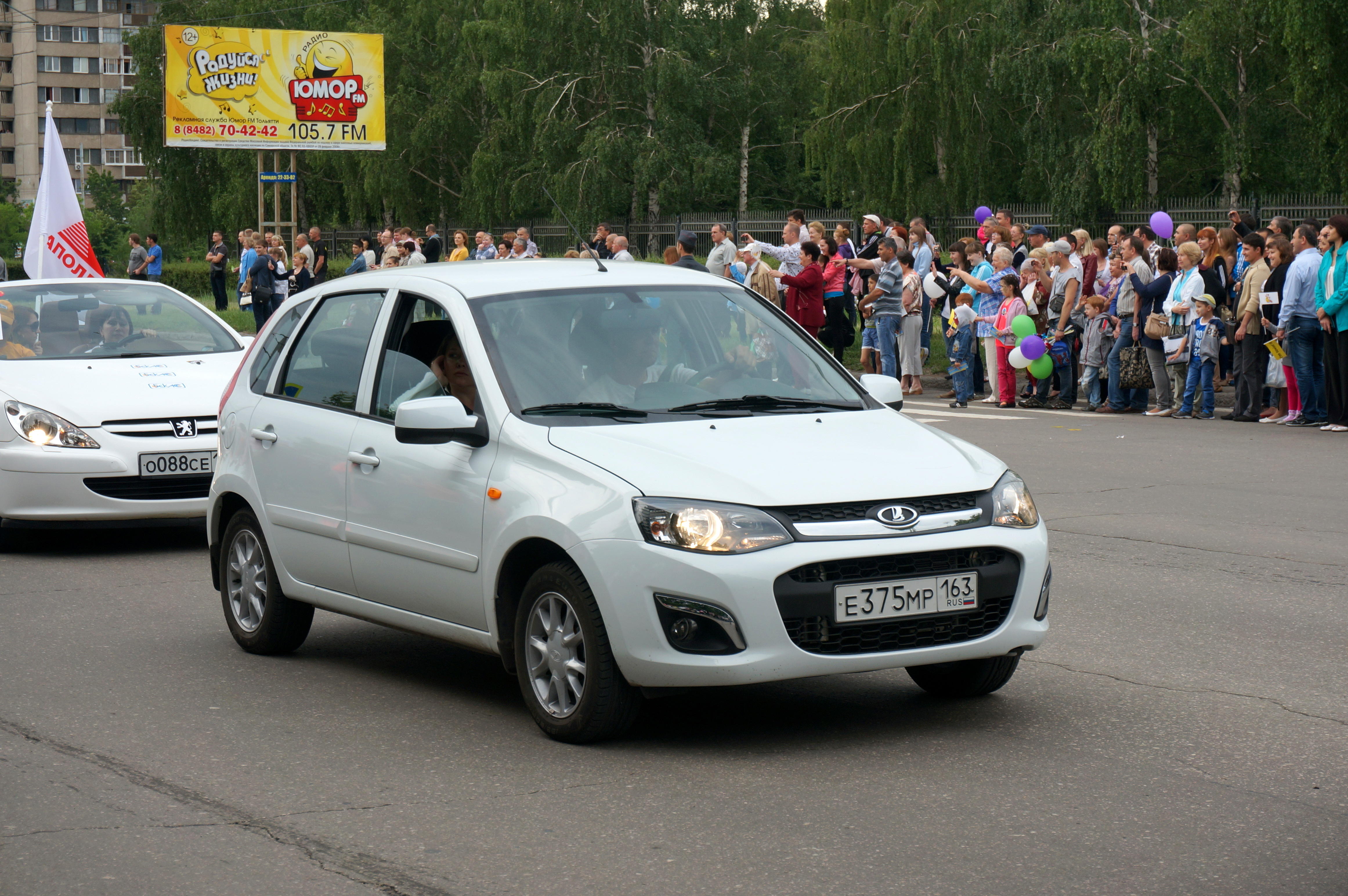
Ferde hátú Kalina
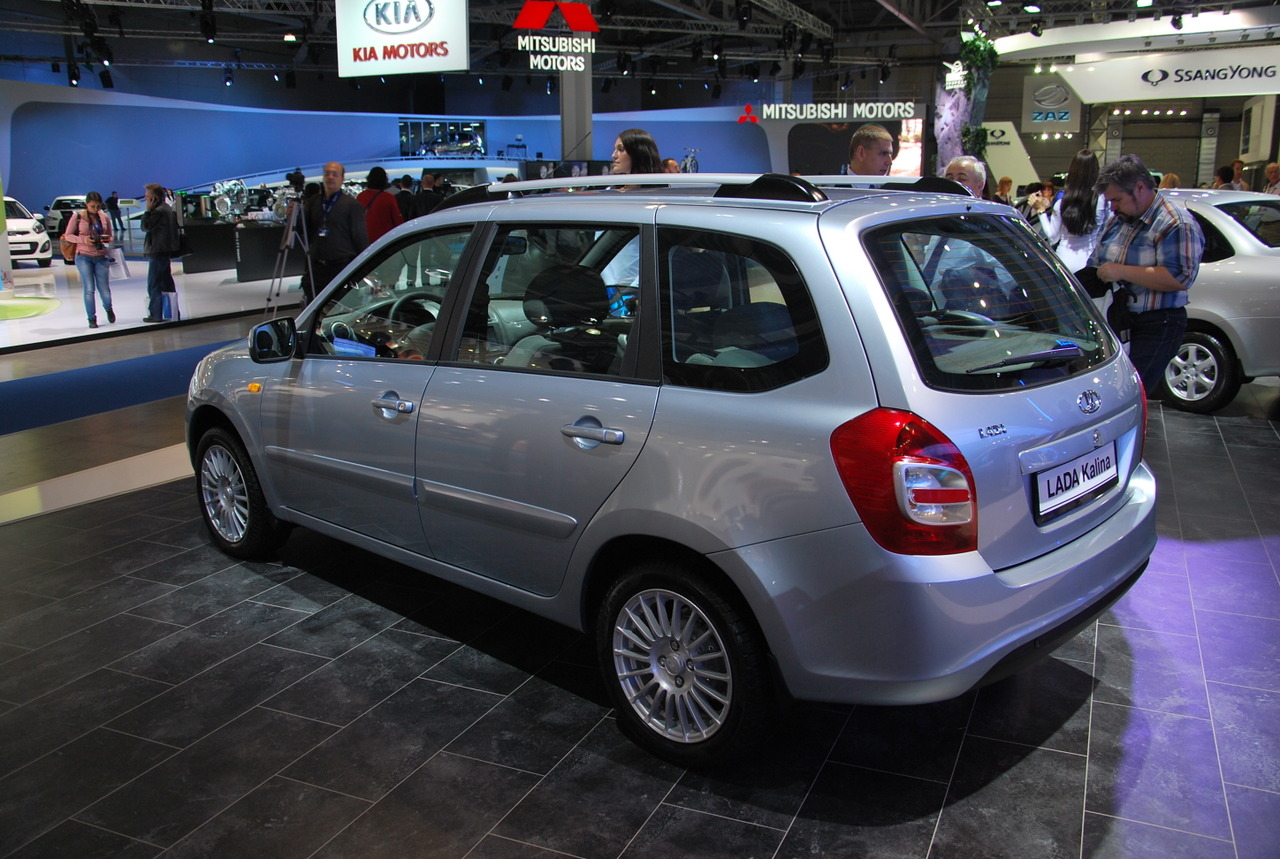
Kombi Kalina
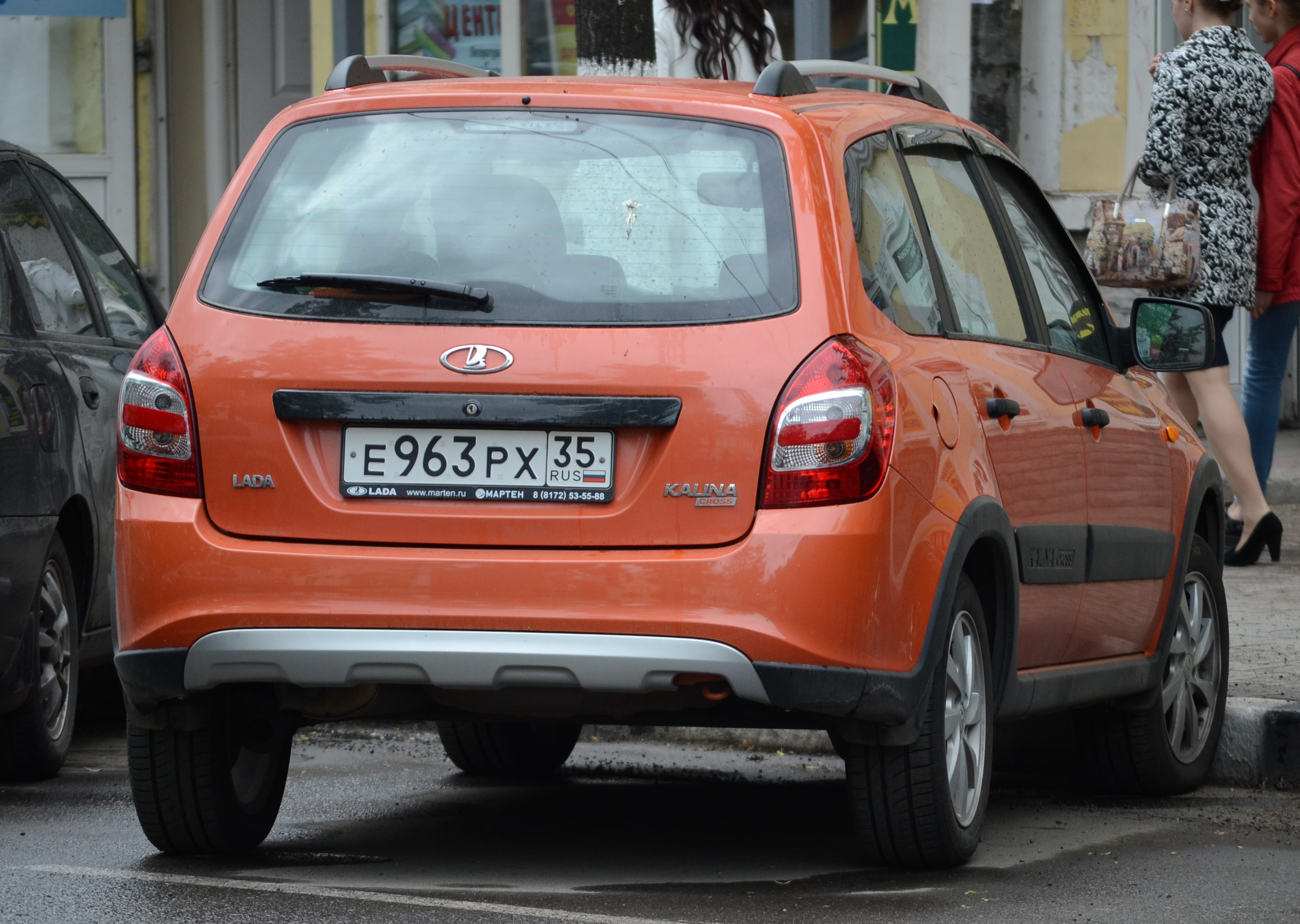
Lada Kalina Cross